# A United Kingdom - L'amore che ha cambiato la storia
A United Kingdom - L'amore che ha cambiato la storia (A United Kingdom) è un film del 2016 diretto da Amma Asante.
Il film, con protagonisti David Oyelowo e Rosamund Pike, racconta la vera e controversa storia d'amore tra Seretse Khama e sua moglie Ruth Williams Khama.

## Trama
Nel 1947 l'erede al trono del Bechuanaland Seretse Khama incontrò l'impiegata inglese Ruth Williams.  La loro unione interrazziale sfociò nel matrimonio, nonostante l'opposizione di entrambe le famiglie, del governo britannico e di quello sudafricano. Seretse e Ruth negli anni lottarono per il loro amore, anche contro minacce e ripercussioni politiche, migliorando la condizione delle donne e cambiando in meglio la propria nazione.

## Produzione
Le riprese sono iniziate a ottobre 2015 tra Londra e il Botswana, con l'uscita nelle sale fissata per il 2016 in concomitanza con il 50º anniversario dell'indipendenza del Botswana.

## Distribuzione
Il film è stato presentato in anteprima al Toronto International Film Festival ed è stato il film d'apertura del 60º London Film Festival. È distribuito nelle sale cinematografiche britanniche il 25 novembre 2016, mentre in quelle italiane il 2 febbraio 2017.